# Сауки
Сауки (на английски: Sauk, Sac) е северноамериканско индианско племе от Алгонкинското езиково семейство, което първоначално живее в района на Сагино Бей в Долен Мичиган. Под натиска на враждебни племена, през 1640те племето се измества на запад в Уисконсин. По време на първата им среща с европейците през 1666 г., сауките живеят западно от Грийн Бей по поречието на река Уисконсин. Разчетите на французите тогава дават броя им на около 6000 души. Току-що обаче племето е преживяло 30 години на война, множество епидемии, както и преместването в Уисконсин. Така че вероятно броят им преди контакта с европейците е може би два пъти повече. През следващите около 200 години, сауките играят значителна роля в историята на Средния запад. Заедно с фокс, с които са тясно свързани, воюват първоначално със западните племена, след това с французите и накрая с американците. Силно пострадали от многобройните конфликти, накрая сауките са принудени да отстъпят пред по – силния противник. Земята им постепенно е иззета, а племето е затворено в резервати. В началото на 21 век сауките живеят в три резервата в Айова, Канзас и Оклахома, които споделят заедно с фокс. Двете племена образуват днешните федерално признати Сак и фокс нацията, базирана в Страуд – Оклахома. Сак и фокс племето на Мисисипи със седалище в Тама, Айова и Сак и фокс нацията на Мисури в Канзас и Небраска. Общият брой на комбинираните племена е около 5500 души.

## Име
Сауки или саук, сак идва от тяхното самоназвание „осакиук, осакиуаки – хора на изхода“, имайки предвид Сагино Бей, където е родината им и който носи тяхното име. Други варианти на името са осауки, саки, саку. Племето оджибуейте ги наричат „осауги“, хуроните – „кутакеронон или сатоеронон“, дакота – „заке“, а уинебаго „заги“.

## Култура
Сауките са тясно свързани с племето фокс, с което говорят един алгонкински език, тясно свързан с езиците на кикапу, маскутен и шоуните. Двете племена са толкова близки, че се считат за едно племе. Това обаче не е така. Всяко племе си има отделни традиции и вождове. Общото между тях е езика и че са типични представители на алгонкинските народи от Големите езера. Земеделието доставя по – голямата част от храната им, а жените са считани за собственици на нивите. След като се сдобиват с коне през 1760те, ловът на бизони става неизменна част от живота им. За разлика от своите алгонкински съседи, сауките и фокс живеят в големи села и през зимата, а не се разбиват на малки ловни групи. Също така те имат по-развито чувство за племенна идентичност и по-добра племенна организация. Племенните съвети и вождовете имат значителна власт. Имат три категории вождове – граждански, военни и церемониални. Позицията на гражданските е наследствена, а на другите се определят по заслуги и способности, както и по притежаваната духовна сила.
На първите французи дошли през 1666 г. при племето в Грийн Бей, им прави впечатление добрата племенна организация на сауките, тяхната войнственост и индивидуалистично мислене. От друга страна йезуитските мисионери споменават, че не са срещали дотогава по-кръвожадни хора. По това време сауките живеят в около 30 села, разположени по поречието на река Уисконсин. Всяко село е ръководено от вожд, подчинени на главен племенен вожд, който ръководи племенния съвет. Мирновременните или вождовете на отделните села са избирани главно от клановете Есетра и Пъстърва, а военните вождове от клана Лисица.

### Кланова система
Клановата система е доста добре развита. В миналото сауките имат повече кланове от 14те, които все още съществуват. Членството в даден клан се определя по бащина линия. Освен групирането в кланове, племето се разделя и на две големи групи – Кишкоа и Ошкаш. При раждането си детето влиза в някоя от тях чрез бащата, но понякога и чрез майката. Не е известно да имат войнски общества, но има едно Бизонско общество, което вероятно е заимствано от равнините.

### Брак
Бракът винаги е между хора от различни кланове и като цяло става фиктивен след размяната на дарове между семействата на младата двойка. Девойките са ухажвани доста дълго преди женитбата и за тях трябва да се плати някаква цена. Полигамията е практикувана, но не е често явление, тъй като е свързана с притежание на богатство и обществен престиж. Децата винаги наследяват клана на бащата, но често майката дава първото име на детето, което е характерно и свързано с нейния клан. При женитбата младата двойка живее в продължение на една година при семейството на девойката, преди да създаде свой дом. Изневярата обикновено води до развод. В случай на смърт на съпругата мъжът може да се ожени за някоя от сестрите и.

### Погребални практики
Практикувани са четири вида погребения – върху платформа на някое дърво, на земята под временен подслон, в плитък гроб, върху който се издига временна постройка и пълно погребение в земята. Мъртвите са обличани в най – хубавите им дрехи, увивани са в дървесна кора или в рогозки, след което са полагани с крака на запад, където се намира „Страната на мъртвите“. Траурът трае 6 месеца, през което време опечалените спазват различни поведенчески ограничения. Погребенията винаги са извършвани след провеждането на разни ритуали.

### Духовни вярвания
Според вярванията на сауките, Вселената е населена със същества с определена магическа сила (Манито). Различни обекти в природата, притежаващи такава сила стават обект на обожание и преклонение. Затова за сауките е изключително важно, децата по време на пубертета да влязат в лична връзка с някой „манито“, за да си осигурят неговата помощ и защита в по-нататъшния живот. Това става чрез ритуала за Търсене на видение, през който трябва да преминат всички момчета. Ритуалът трае около 4 дни, през което време юношите спазват разни ограничения в усамотение и се молят на духовете да им помогнат да се сдобият с дух – пазител. Момичетата също търсели видение, но не в усамотение. По този начин младежите може и да се сдобият с ново име, което ще носят като възрастни. Човек може да получи ново име и при извършването на някой боен подвиг.

## История
Доста преди идването на белите, сауките заедно с фокс живеят в източната част на Долен Мичиган, между Сагино Бей и Детройт. В устната история и на двете племена се разказва, че по-рано те мигрират от брега на Атлантическия океан през река Сейнт Лорънс. Кога става това преместване обаче не е ясно. Под натиска на враждебни племена, през 1640те напускат Мичиган и се преместват в Уисконсин, където през 1666 г. ги срещат французите.

### Война с французите
До 1734 г. сауките живеят в мир с французите и са техни съюзници във войната им срещу ирокезите. След тази година нещата се променят. През 1733 г. очуканите от войните фокс се присъединяват към тях. Сауките молят французите да простят на фокс, но те отказват и през 1734 г. срещу двете племена е изпратена голяма френска военна експедиция, подкрепена от войни меномини и оджибуей. Наброявайки по това време над 4000 души, плюс около 600 фокс, сауките все още са внушителна сила. Френските нападения през 1734 г. обаче ги принуждават да се изместят на запад, оттатък Мисисипи в Айова. През следващите 25 години двете племена ще се наложи да воюват не само с французите и техните индиански съюзници, но и с новите си съседи в Айова – осейджите и мисури, които възприемат сауките и фокс като натрапници в земите им.

### Война с илиной
Въпреки отварянето на нов продължителен фронт с осейджите, основни врагове на сауките остават илиной. Още през 1743 г. сауките навлизат дълбоко в земите на илиной. През 1752 г. нападат мичигамея и унищожават кахокия. Французите не могли да спрат тези военни действия и всичко което могат да направят е да помолят сауките да прекратят войната. През 1753 г. е сключено примирие между двете страни и сауките отново се връщат при французите. След като британците поемат контрола над Северна Америка през 1763 г. и над страната Илинойс през 1765 г., сауките и фокс се разбират добре с тях. През 1766 г. през индианските села в региона преминава голяма епидемия, но въпреки това през 1769 г. сауките се присъединяват към големия индиански съюз насочен срещу илиной. В резултат на тази военна кампания, илиной са почти унищожени, а победителите си поделят земите им като сауките стават господари на голяма част от западен Илинойс.

### Война с осейджите
Най-мощното племе по това време западно от Мисисипи, осейджите, подкрепяни от мисури воюват успешно с многобройни врагове. След 1770 г. враговете на осейджите стават още повече, след като сауките, фокс, айова и уинебаго се изместват трайно на юг, а големи групи шоуни, делавари и чероки пристигат от изток и се установяват в югоизточно Мисури и северен Арканзас. Един от най – опасните врагове на осейджте през този период е един военен вожд на сауките наречен Макатаймешекиа – Черния ястреб. Единствени съюзници на осейджите са мисури, но сауките и фокс почти ги унищожават през 1798 г. Изправени пред толкова много врагове до 1800 г. осейджите са принудени да се откажат от всичките си земи северно от река Мисури.

### Отношения със САЩ
До 1780 г. сауките все още нямат контакт с американците. Същата година полковник Джон Монтгомъри напада едно тяхно село на Рок Ривър. Този брутален акт на насилие от страна на американците тласва сауките в съюз с британците през оставащите години от Войната за независимост. След покупката на Луизиана през 1803 г., сауките изпращат делегация в Сейнт Луис да се срещне с новите господари на страната. На последвалия съвет, сауките подписват договор с Уилям Хенри Харисън, с който продават на САЩ 10 милиона акра от земите си в североизточно Мисури и западен Илинойс за 2500 долара и още по 1000 долара на година в продължение на 20 години. Известно е, че преди съвета и подписването на договора, Харисън напива индианците, които иначе не са имали право да продават каквато и да е земя. Узнавайки за тази измама останалите сауки отказват да признаят договора. Кйм края на 1805 г. дакота призовават племената в региона да спрат войните помежду си и да се обединят срещу американците. По същото време, вождът на шоуните, Синята куртка се опитва да възроди стария алгонкински алианс в Мичиган и подканва сауките и фокс да се присъединят.
По време на войната от 1812 г. между Англия и САЩ, мирните групи на племето се преместват на юг до река Мисури в централно Мисури. Те отказват да воюват с американците и стават известни като Групата Мисури на сауките и фокс. Другите фокс също отказват да воюват, но сауките на Черния ястреб се присъединяват към Текумзе и британците. След смъртта на Текумзе през 1813 г. съюзът на племената започва да се разпада и американците побързали да си върнат контрола над горната част на Мисисипи. След 1816 г. белите селища достигат реката и принуждават индианците да отстъпят на запад, където влизат в конфликти с местните племена. Съединените щати решават да сложат край на междуплеменните войни и организират голям съвет с всички племена в региона в Преъри дьо Шиен през 1825 г. В хода на преговорите са определени границите между отделните племена, както и между индианците и САЩ.

### Война на Черния ястреб
Договорът от Преъри дьо Шиен има частичен успех. Веднага след подписването му военните действия между дакота и оджибуей на север са възобновени и дакота са принудени да се изместят на юг в Айова, където се сблъскват със сауките и фокс. Същевременно хиляди бели миньори навлизат в Южен Уисконсин и северен Илинойс. Заради това, през 1827 г. избухва конфликт между уинебаго и Съединените щати. През 1829 г. правителството започва преговори със сауките за отстъпването на Илинойс и преместване на племето на запад от Мисисипи. Всички тези обстоятелства водят до избухването на войната на Черния ястреб през 1832 г. Убеден, че британците и останалите племена в региона ще го подкрепят, Черния ястреб решава да се върне с хората си в Илинойс. На 6 юни 1832 г. около 2000 сауки водени от него предизвикателно прекосяват Мисисипи при Йелоу Банкс. За да избегнат гарнизона на форт Аткинсън, сауките се отправят на североизток. Същевременно армията започва да действа. Надеждите на Черния ястреб за подкрепа от британците и другите племена се оказват напразни. Разбирайки това вождът решава незабавно да върне хората си в Айова и изпраща пратеник с молба да им разрешат мирно да преминат отвъд Мисисипи. Докато се върне пратеникът, армията и милицията заемат позиции и чакат индианците. В битката при Сикамор Крийк 250 бели мъже се изправят срещу 40 индианци, останалите са разпръснати, за да търсят храна. След битката сауките отстъпват към Рок Ривър. Забавени от жените и децата, войните се опитват да забавят преследването като предприемат серия от нападения срещу отдалечени населени места. Почти 200 бели заселници са убити по време на тези нападения и сега за сауките и Черния ястреб няма връщане назад. Преследвани и гладни индианците се разделят на две групи. Първата, предимно от жени, деца и старци се опитват да се доберат до Мисисипи по река Уисконсин, но са заловени и откарани във форт Кроуфорд. Черния ястреб с останалите продължават на северозапад, но когато достигат до Мисисипи разбират, че пътят през реката е блокиран. Когато пътят е затворен и отзад, Черния ястреб се опитва да се предаде, но без резултат. Войниците откриват огън и повечето сауки са поголовно избити. Някои се опитват да се спасят през реката, но на отсрещния бряг ги чакат войни дакота. Заловените по-късно са изпратени във форт Кроуфорд. От 2000 сауки, които прекосяват Мисисипи през юни оцеляват по-малко от 400. Пленниците са върнати обратно в Айова, но Черния ястреб успява да избяга и намира убежище при оджибуейте. По-късно се предава и е затворен в затвора в Джеферсън. След смъртта му тялото му е откраднато от мародери и скелетът му става атракция в региона. През 1839 г. Айова конфискува скелета и го поставя в музей в Бърлингтън. Музеят е унищожен от пожар през 1855 г.

### В резервати
След войната американците бързат да се възползват като победители и да поискат от сауките да отстъпят още от земите си. След подписването на няколко последователни договора, заедно с фокс отстъпват всички земи в Айова и през 1846 г. са преместени в един резерват в Канзас. Някои сауки и фокс отказват да напуснат Айова и се укриват. През 1851 г. им разрешават да останат в Айова като си закупят земя за резерват (по 12,50 долара за акър). В Канзас сауките и фокс подписват последния си договор със САЩ през 1867 г. като се отказват от земите в Канзас в замяна на резерват от 750 000 акра в централна Оклахома.

## Съвременни сауки
В началото на 21 век има три федерално признати племена сауки и фокс:
- Саук и фокс нацията на Оклахома със седалище в Страуд – Оклахома. През 2011 г. племето има 3794 записани членове.
- Саук и фокс племето на Мисисипи в Айова със седалище в Тама – Айова. Племето контролира 28 кв. км. земя и е единственото федерално признато племе в Айова с над 1300 членове 2010.
- Саук и фокс нацията на Мисури в Канзас и Небраска. Племето има собствен резерват от 61,2 кв. км. на границата между Канзас и Небраска, в близост до Фолс Сити – Небраска. Племенното членство възлиза на 440 души.